# Balduin Saria
Balduin Saria, klasični zgodovinar, arheolog in  numizmatik, * 5. junij 1893, Ptuj, Avstro-Ogrska,  † 3. junij 1974, Gradec, Avstrija.

## Življenjepis
Rojen je bil v meščanski družini na Ptuju, kjer je preživel otroštvo, končal osnovno šolo in se leta 1903 vpisal na ptujsko gimnazijo. V gimnazijskih letih je bil član Ptujskega muzejskega društva. Intenzivno se je ukvarjal z zgodovino rimskega obdobja Ptuja in vneto sodeloval pri arheoloških izkopavanjih in konzerviranju najdb iz antične Petovione.
Julija 1912 je maturiral in se preselil na Dunaj študirat arheologijo in antično zgodovino. Imel je srečo, da je na univerzi lahko poslušal predavanja slavnih profesorjev Eugena Bormanna, Wilhelma Kubitscheka, Emila Reischa in Emanuela Löwyja. Leta 1921 je doktoriral z dizertacijo Razvoj mitrejske kultne podobe. Leta 1920/1921 je bil knjižničar Dunajskega arheološko-epigrafskega seminarja.
Kariero je začel leta 1922 v novoustanovljenem Jugoslovanskem narodnem muzeju (zdaj Srbskem narodnem muzeju)  v Beogradu kot vodja  prazgodovinskega, rimskega in numizmatičnega oddelka, kjer je ostal do leta 1926. Od leta 1923 je vodil arheološka izkopavanja antičnega Stobija v sedanji Makedoniji, takrat južni Srbiji. Kariero predavatelja na beograjski univerzi je začel kot asistent in leta 1925 napredoval v docenta. 
Leta 1926 se je preselil na Univerzo v Ljubljani, kjer je bil do leta 1937 izredni profesor, potem pa do leta 1942 redni profesor za prazgodovino, klasično arheologijo in numizmatiko. V Ljubljani je poleg poučevanja veliko časa posvečal izkopavanjem na območju nekdanje Dravske banovine in objavljanju odkritij. Še posebej ga je zanimalo poznoantično gradišče v naselju Gradišče pri Velikih Malencah, ki so ga začeli izkopavati leta 1927.
Po italijanski okupaciji Ljubljane in kasnejši priključitvi Ljubljanske pokrajine h Kraljevini Italiji leta 1941 se je Saria 31. avgusta 1941 z družino preselil v Nemčijo. Leta 1942 so ga povabili na Univerzo v Gradcu, kjer je bil do konca druge svetovne vojne profesor rimske antične umetnosti in epigrafike. Po opustitvi profesure je leta 1946 postal častni profesor graške univerze.

## Delo
Saria je raziskoval predvsem antično zgodovino jugovzhodne Evrope. Preučeval je zlasti rimsko zapuščino na Štajerskem in vpliv rimske kulture, uprave in jezika na ljudstva na Balkanu. Svoje raziskave je objavljal v številnih monografijah in člankih, med drugim tudi v reviji Südostforschungen, v kateri je bil od leta 1954 sourednik. Leta 1957 je bil soustanovitelj Jugovzhodnonemškega zgodovinskega krožka. Bil je član Nemškega arheološkega inštituta in Avstrijskega arheološkega inštituta.

## Knjige in članki (izbor)
- Archäologische Funde aus Poetovio (Arheološke najdbe iz Poetovia), Blätter zur Geschichte und Heimatkunde der Alpenländer, IV. del, 1914.
- Archaeologische Karte von Jugoslavien: Blatt Ptuj (Arheološka karta Jugoslavije: list Ptuj), skupaj z J. Klemenc, Beograd/Zagreb, 1936.
- Archaeologische Karte von Jugoslavien: Blatt Rogatec (Arheološka karta Jugoslavije: list Rogatec), skupaj z J. Klemenc, Zagreb, 1939 (1941).
- Geschichte der südostdeutschen Volksgruppen (Zgodovina jugovzhodnonemških etničnih skupin), Der Göttinger Arbeitskreis, Schriftenreihe, 42. zvezek, Holzner, Kitzingen/Main, 1954.
- Die mittelalterliche deutsche Besiedlung in Krain (Srednjeveška nemška kolonizacija na Kranjskem),  Gedenkschrift für Harold Steinacker, Buchreihe der Südostdeutschen Historischen Kommission, 16. del, Oldenbourg Verlag, München, 1966.